# Marie Curie

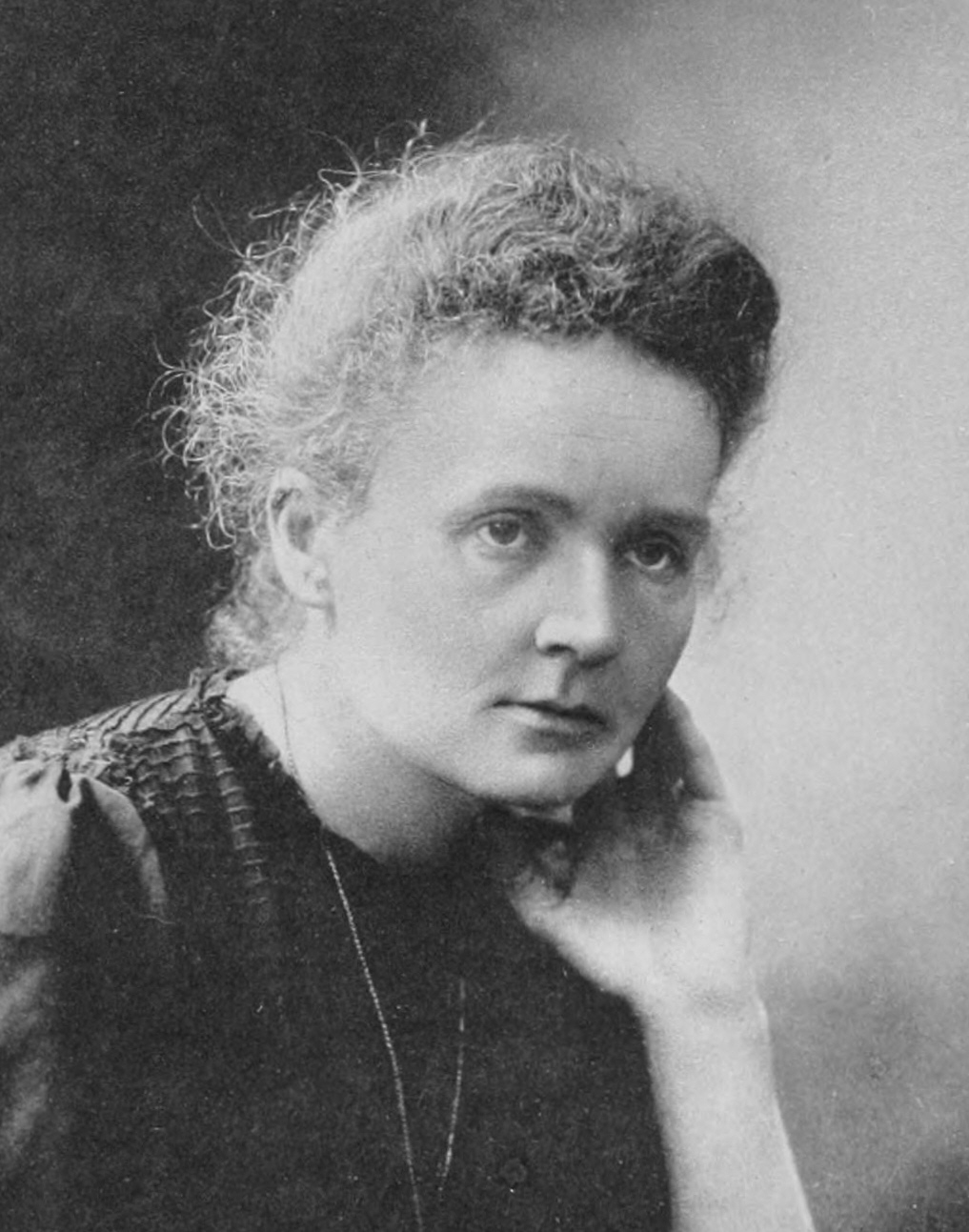
Marie Curie, Ausschnitt aus dem Nobelpreisfoto von 1911

Marie Skłodowska Curie (* 7. November 1867 in Warschau, Russisches Kaiserreich als Maria Salomea Skłodowska; † 4. Juli 1934 bei Passy, Frankreich) war eine Physikerin und Chemikerin polnischer Herkunft, die in Frankreich lebte und wirkte. Sie untersuchte die 1896 von Henri Becquerel beobachtete Strahlung von Uranverbindungen und prägte für diese das Wort „radioaktiv“. Im Rahmen ihrer Forschungen, für die ihr 1903 ein anteiliger Nobelpreis für Physik und 1911 der Nobelpreis für Chemie zugesprochen wurde, entdeckte sie gemeinsam mit ihrem Ehemann Pierre Curie die chemischen Elemente Polonium und Radium. Marie Curie ist die einzige Frau unter den fünf Personen, denen bisher mehrfach ein Nobelpreis verliehen wurde, und neben Linus Pauling die einzige Person, die Nobelpreise auf zwei unterschiedlichen Fachgebieten erhielt.
Marie Curie wuchs im damals zu Russland gehörigen Teil Polens auf. Da Frauen dort nicht zum Studium zugelassen wurden, zog sie nach Paris und begann Ende 1891 ein Studium an der Sorbonne, das sie mit Lizenziaten in Physik und Mathematik beendete. Im Dezember 1897 begann sie die Erforschung radioaktiver Substanzen, die seitdem den Schwerpunkt ihrer wissenschaftlichen Tätigkeit bildeten. Nach dem Unfalltod Pierre Curies wurden ihr 1906 zunächst seine Lehrverpflichtungen übertragen. Zwei Jahre später wurde sie schließlich auf den für ihn geschaffenen Lehrstuhl für Allgemeine Physik berufen. Sie war die erste Frau und die erste Professorin, die an der Sorbonne lehrte. Als sich Marie Curie 1911 um einen Sitz in der Académie des sciences bewarb und im selben Jahr ihr Verhältnis mit Paul Langevin bekannt wurde, erschienen in der Boulevardpresse Artikel, in denen sie persönlich angegriffen und als Fremde, Intellektuelle, Jüdin und sonderbare Frau bezeichnet wurde.
Während des Ersten Weltkrieges widmete sich Marie Curie als Radiologin der Behandlung verwundeter Soldaten. Sie entwickelte einen Röntgenwagen, der es ermöglichte, radiologische Untersuchungen in unmittelbarer Nähe der Front vorzunehmen, und beteiligte sich an der Qualifizierung der notwendigen Techniker und Krankenschwestern. Nach dem Krieg engagierte sie sich in der Internationalen Kommission für Geistige Zusammenarbeit des Völkerbundes für bessere Arbeitsbedingungen von Wissenschaftlern. An dem von ihr geleiteten Pariser Radium-Institut setzte sie sich für die Förderung von weiblichen und ausländischen Studenten ein.

## Leben und Wirken

### Kindheit und Jugend

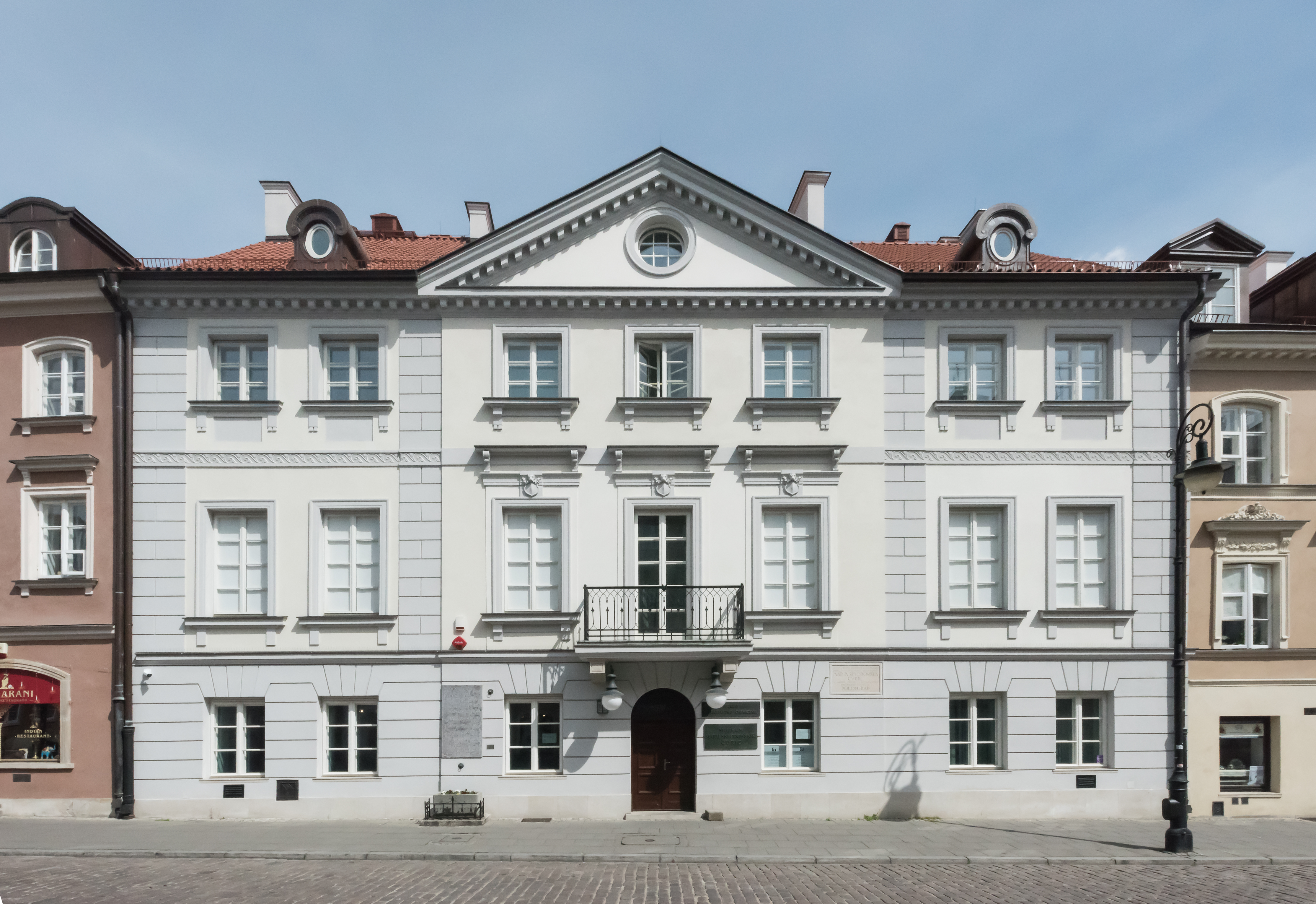
Geburtshaus von Marie Curie in Warschau

Maria Skłodowska war das jüngste von fünf Kindern des Lehrerehepaares Bronisława und Władysław Skłodowski, die beide dem niederen polnischen Landadel, der Szlachta, entstammten und zur polnischen Intelligenzija zählten. Ihr Vater Władysław hatte an der Universität Sankt Petersburg studiert und als Lehrer für Mathematik und Physik an verschiedenen staatlichen und privaten Schulen unterrichtet. Ihre Mutter Bronisława wurde am Mädchenpensionat in der Fretastraße (Ulica Freta), der einzigen privaten Mädchenschule in Warschau, ausgebildet, wo sie anschließend erst als Lehrerin und später als Schulleiterin tätig war und wo die Familie zum Zeitpunkt von Marias Geburt wohnte. 1868 wurde ihr Vater zum stellvertretenden Direktor einer öffentlichen Schule befördert, woraufhin die Familie in die mit der Stellung verbundene größere Dienstwohnung in der Nowolipki-Straße (Ulica Nowolipki) zog. Etwa zu dieser Zeit erkrankte Marias Mutter an Tuberkulose und musste ihren Posten aufgeben. Als ihr Vater 1873 aus dem Schuldienst entlassen wurde, war die Familie aus finanziellen Gründen gezwungen, ein Pensionat zu eröffnen, das anfangs zwei und später bis zu zehn Schüler beherbergte. Maria wurde mit sechs Jahren eingeschult und besuchte zunächst die von ihrer Mutter geleitete Mädchenschule in der Fretastraße. Zwei Jahre später wechselte sie auf die näher gelegene Privatschule von Jadwiga Sikorska (1846–1927). Nach dem gescheiterten Januaraufstand von 1863 wurde im russisch kontrollierten Teil Polens eine zunehmende Russifizierung betrieben. Unterricht durfte nur in russischer Sprache erteilt, polnische Geschichte und Kultur konnte nur heimlich unterrichtet werden, was gleichermaßen eine Herausforderung für Lehrer wie Schüler war. Im Herbst 1878 wechselte Maria an das öffentliche Gymnasium Nr. 3. Kurz zuvor war ihre Mutter an den Folgen ihrer Erkrankung gestorben. 1883 bestand Maria im Alter von 15 Jahren ihr Abitur als Klassenbeste. Das darauf folgende Jahr verbrachte sie bei Verwandten auf dem Land, da sie Anzeichen von Erschöpfung zeigte.

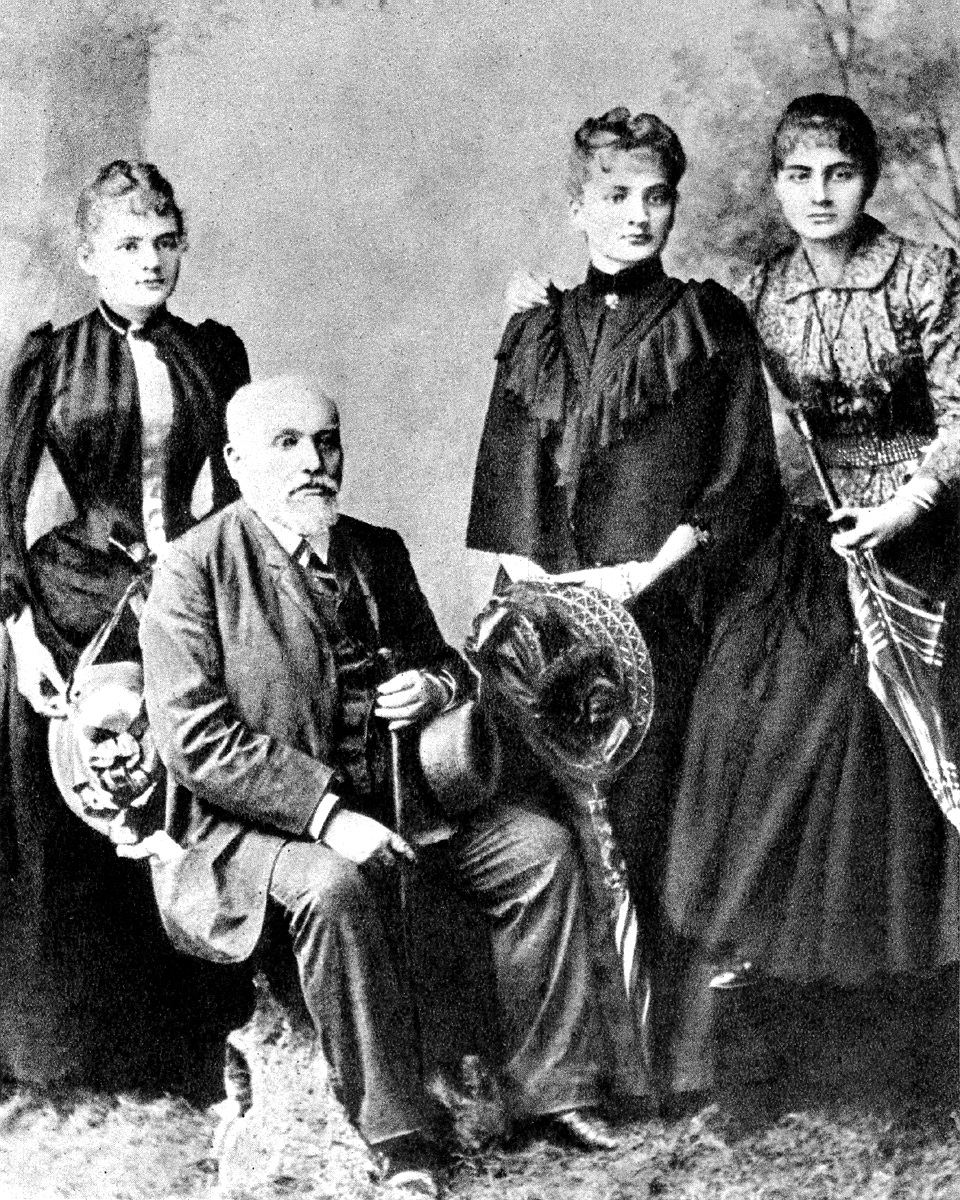
Maria Skłodowska (links) mit ihrem Vater Władysław Skłodowski und ihren Schwestern Bronia und Helena (1890)

In Polen durfte Maria nicht studieren, weil Frauen an Universitäten nicht zugelassen waren. Die finanzielle Situation ihres Vaters ließ eine Unterstützung während eines Auslandsstudiums nicht zu. Im Spätsommer 1884 begann Maria in der Wohnung ihres Vaters Privatunterricht zu erteilen. Während dieser Zeit nahm sie gemeinsam mit ihrer Schwester Bronia an Kursen der von Jadwiga Szczawińska-Dawidowa (1864–1910) heimlich organisierten Fliegenden Universität (Uniwersytet Latający) teil, die eine akademische Bildung ermöglichte.
Ab September 1885 arbeitete Maria kurze Zeit als Hauslehrerin bei einer Anwaltsfamilie. Ende 1885 übernahm sie für dreieinhalb Jahre eine Stelle als Hauslehrerin auf dem Land in Szczuki bei Przasnysz mit der Aufgabe, die beiden ältesten Töchter der Familie Żorawski zu unterrichten. An ihren freien Abenden las sie Bücher über Physik, Soziologie, Anatomie und Physiologie, um ihre Neigungen auszuloten und sich auf das Studium vorzubereiten. Mit dem Einverständnis des Hausherrn und mit Unterstützung von dessen ältester Tochter gab Maria täglich einem Dutzend Bauernkindern Unterricht im Lesen und Schreiben. Als im Sommer des ersten Jahres ihres Aufenthalts der älteste Sohn der Familie Kazimierz Żorawski von der Universität nach Hause zurückkehrte, verliebten sich beide ineinander. Ihre Heiratspläne scheiterten jedoch am Widerstand von Kazimierz’ Familie. Im Frühjahr 1889 endete Marias Tätigkeit bei den Żorawskis. Sie fand eine weitere Hauslehrerinnenstelle in einem Badeort an der Ostseeküste. Um seine Töchter besser finanziell unterstützen zu können, hatte ihr Vater im April 1888 nach seiner Pensionierung für zwei Jahre die Leitung einer landwirtschaftlichen Erziehungsanstalt in Studzieniec in der Nähe von Warschau übernommen.
Seit 1890 wohnte Maria wieder mit ihrem Vater in Warschau zusammen. Ihrem Cousin Józef Boguski, einem ehemaligen Assistenten von Dmitri Mendelejew, wurde die Leitung des Warschauer Industrie- und Landwirtschaftsmuseums (Muzeum Przemysłu i Rolnictwa) übertragen. In den Räumlichkeiten des Museums, das über ein eigenes Laboratorium verfügte, bekam Maria zum ersten Mal die Gelegenheit, eigene chemische und physikalische Experimente durchzuführen, die ihre „Neigung zur experimentellen Forschung auf dem Gebiet der Physik und Chemie“ festigte und sie in ihrem Wunsch, ein naturwissenschaftliches Studium in Paris aufzunehmen, bestärkte.

### Erste Jahre in Paris

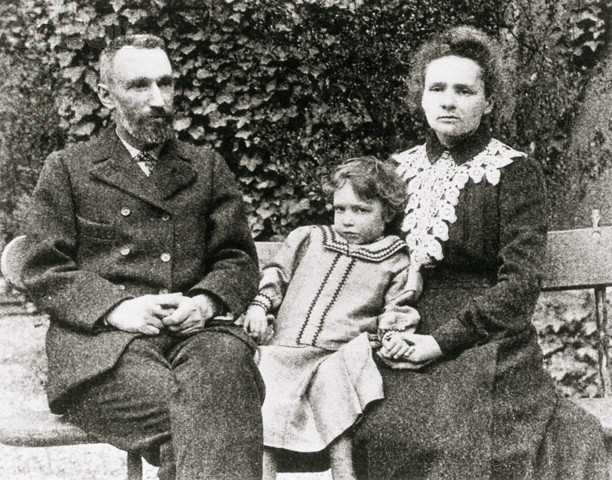
Pierre, Irène und Marie Curie 1902 in Paris

1891 reiste Maria Skłodowska nach Paris, wo sie anfangs bei ihrer Schwester Bronia und deren Mann Kazimierz Dłuski in der Rue d’Allemagne unweit des Gare du Nord wohnte. Am 3. November schrieb sie sich als Marie Skłodowska für ein Studium der Physik an der Sorbonne ein. Unter den 9000 Studenten der Universität in diesem Jahr befanden sich 210 Frauen. Von den mehr als 1825 Studenten der Faculté des sciences waren 23 weiblich. Ihre wenigen Mitstudentinnen kamen meist aus dem Ausland, da an den französischen Mädchenschulen zu dieser Zeit die zur Baccalauréat-Prüfung notwendigen Fächer Physik, Biologie, Latein und Griechisch nicht gelehrt wurden. Marie hatte schlechtere Vorkenntnisse als ihre französischen Kommilitonen. Die sprachlichen Probleme bildeten eine zusätzliche Herausforderung. Im Winter 1891/1892 spielte sie bei einem von Exilpolen inszenierten russlandfeindlichen Theaterstück mit, was ihren Vater sehr verärgerte.
Im März 1892 zog Marie Skłodowska in ein kleines möbliertes Zimmer in der Rue Flatters im Quartier Latin um, da sie mehr Ruhe für ihr Studium benötigte und näher bei den Einrichtungen der Universität wohnen wollte. In ihrem ersten Studienjahr gehörten unter anderem der Mathematiker Paul Appell und die Physiker Gabriel Lippmann und Edmond Bouty zu ihren Lehrern. Die Prüfungen für das Lizenziat der Physik (licence des sciences physiques) schloss sie im Juli 1893 als Beste ab. Im Sommer wurde ihr das Alexandrowitsch-Stipendium in Höhe von 600 Rubeln zugesprochen, das ihr die Fortsetzung des Studiums in Paris ermöglichte. Den Abschluss für das Lizenziat in Mathematik (licence des sciences mathématiques) machte sie im Juli 1894 als Zweitbeste.
Die Gesellschaft zur Förderung der Nationalindustrie (Société d’Encouragement pour l’Industrie Nationale) beauftragte Marie Skłodowska Anfang 1894, eine Studie über die magnetischen Eigenschaften verschiedener Stahlsorten durchzuführen. Sie arbeitete unter sehr beengten Verhältnissen im Labor ihres Lehrers Gabriel Lippmann und war auf der Suche nach einem geeigneteren Platz für ihre Experimente, worüber sie dem Physiker Józef Kowalski, Professor an der Universität Freiburg, berichtete. Kowalski machte sie im Frühjahr mit Pierre Curie bekannt, der an der École municipale de physique et de chimie industrielles (EPCI, heute: ESPCI) unterrichtete und das dortige Laboratorium leitete. Im Sommer 1894 suchte Marie in Polen nach einer interessanten Forschungstätigkeit. Da sie kein geeignetes Angebot erhielt, beschloss sie, für ein weiteres Jahr nach Paris zurückzukehren. Dort entwickelte sich aus der beruflichen Zusammenarbeit mit Pierre Curie eine gegenseitige Zuneigung. Am 26. Juli 1895 heiratete Marie Skłodowska im Rathaus von Sceaux Pierre Curie. Das Paar zog in eine Dreizimmerwohnung in der Rue de la Glacière.
In ihrem ersten Ehejahr bereitete sich Marie Curie auf die Agrégation vor, die sie berechtigte, an einer höheren Mädchenschule zu unterrichten und ihr ein eigenes Einkommen verschaffen würde. Die Prüfungen im Sommer 1896 bestand sie erneut als Beste ihres Kurses. Nebenher setzte Marie Curie ihre physikalischen Studien fort. Sie besuchte unter anderem Vorlesungen von Marcel Brillouin und dokumentierte ihre Untersuchungen über die Magnetisierung von gehärtetem Stahl, was ihre erste wissenschaftliche Veröffentlichung war. Am 12. September 1897 brachte sie ihre erste Tochter Irène zur Welt.

### Wissenschaftliche Erfolge

#### Radioaktivität und neue chemische Elemente

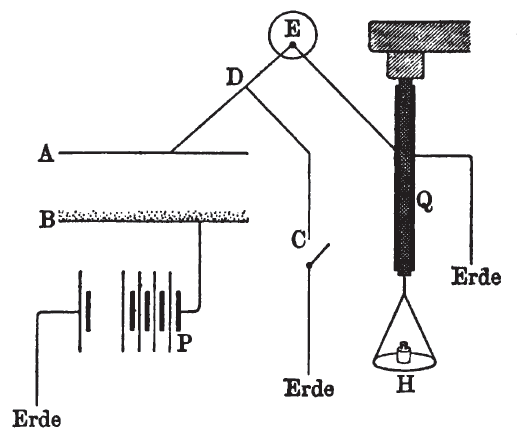
Anordnung zur Messung der Radioaktivität:
A, B Plattenkondensator
C Schalter
E Elektrometer
H Schale für Gewichte
P Batterie
Q Piezoelektrischer Quarz

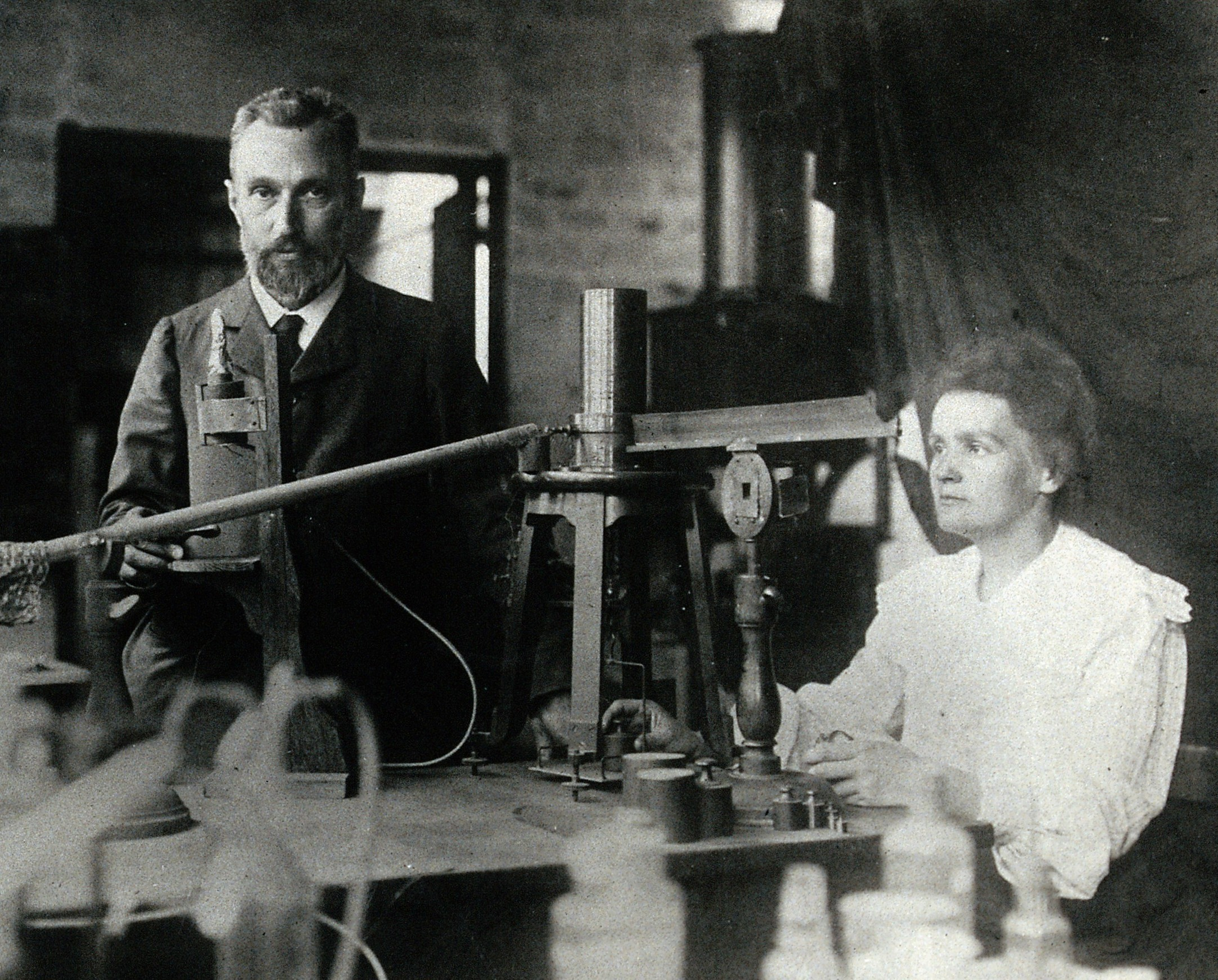
Pierre und Marie Curie in ihrem Laboratorium in der Rue Cuvier

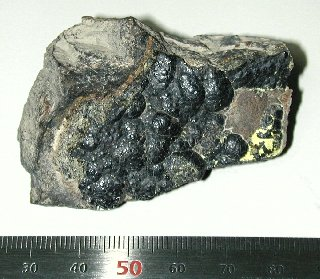
Eine Pechblendenprobe aus Sankt Joachimsthal

Als Marie Curie ein Thema für ihre Doktorarbeit suchte, beschloss sie, sich den „Becquerel-Strahlen“ zuzuwenden. Diese bezeichneten die im Frühjahr 1896 von Antoine Henri Becquerel zufällig entdeckte Fähigkeit einer Uranverbindung, von sich aus eine fotografische Platte zu schwärzen. Diese Strahlen blieben damals nahezu unbeachtet, während die Ende 1895 beim Betrieb einer Kathodenstrahlröhre durch Wilhelm Conrad Röntgen entdeckten Röntgenstrahlen weltweit Aufsehen erregten und zahlreiche Forschungsaktivitäten auslösten.
Zunächst beabsichtigte sie, die Ionisationsfähigkeit der von Uransalzen ausgehenden Strahlung zu quantifizieren, und knüpfte mit ihren Versuchen an die Ende 1897 im Labor von Lord Kelvin durchgeführten Messungen an. In den ersten Wochen ihrer am 16. Dezember 1897 begonnenen Experimente entwickelte sie gemeinsam mit ihrem Mann Pierre ein Verfahren, das auf einem von Pierre entwickelten piezoelektrischen Elektrometer beruhte und mit dem sie die von den Strahlen verursachte Änderung der elektrischen Leitfähigkeit der Luft sehr genau messen konnte.
Auf diese Weise untersuchte Marie Curie zahlreiche uranhaltige Metalle, Salze, Oxide und Mineralien, die ihr Henri Moissan, Alexandre Léon Étard (1852–1910), Antoine Lacroix und Eugène-Anatole Demarçay zur Verfügung gestellt hatten. Sie stellte dabei fest, dass Pechblende viermal und natürliches Chalcolit doppelt so aktiv wie Uran ist. Die gemessene Aktivität der uranhaltigen Stoffe erwies sich als unabhängig von ihrem Aggregatzustand und war proportional zu ihrem Urananteil. Eine Kontrollmessung an künstlich hergestelltem Chalcolit, das sie mit Hilfe des Debray-Verfahrens aus Urannitrat, Kupferphosphat und Phosphorsäure gewonnen hatte, bestätigte diese Erkenntnis. Marie Curie folgerte daraus, dass die „Becquerel-Strahlung“ eine Eigenschaft bestimmter Atome und keine chemische Eigenschaft der untersuchten Verbindung ist.
Ihre Forschungsergebnisse wurden am 12. April 1898 von Gabriel Lippmann vor der Académie des sciences in Paris vorgetragen, da Marie Curie kein Mitglied der Akademie war. Ihre während dieser ersten Untersuchungen gemachte Beobachtung, dass Thorium ähnlich wie Uran strahlt, war bereits Anfang Februar 1898 unabhängig von ihr durch Gerhard Schmidt (1865–1949) entdeckt und bei einem Treffen der Physikalischen Gesellschaft zu Berlin publiziert worden.
Marie Curie und ihr Mann gingen davon aus, dass die hohe Aktivität der Pechblende von einem unbekannten chemischen Element verursacht werde. In den folgenden Wochen versuchten sie, dieses Element mit chemischen Verfahren zu isolieren. Bald hatten sie Zwischenprodukte erzeugt, die viel aktiver als Pechblende waren, und folgerten daraus, dass es sich nicht um ein neues Element handele, sondern um zwei verschiedene, von denen eines chemisch Bismut und das andere Barium ähneln müsse. Der spektroskopische Nachweis des ersten neuen Elementes, das sie am 13. Juni 1898 zu Ehren von Marie Curies polnischer Heimat Polonium getauft hatten, misslang jedoch. Dennoch ließen sie fünf Tage später Henri Becquerel ihre Ergebnisse vor der Académie des sciences präsentieren. In der Überschrift des Berichtes wurde erstmals das Wort „radioaktiv“ verwendet. Im Juli wurde Marie Curie für ihre Arbeiten über die magnetischen Eigenschaften von Stahl und die Radioaktivität der mit 3800 Francs dotierte Prix Gegner der Académie des sciences zuerkannt.
Im Herbst 1898 litt Marie Curie an Entzündungen der Fingerspitzen, welche die ersten bekannten Symptome der Strahlenkrankheit waren, an der sie später litt. Nach einem ausgedehnten Sommerurlaub in der Auvergne nahm das Paar am 11. November die Suche nach dem zweiten unbekannten Element wieder auf. Mit der Hilfe von Gustave Bémont gelang es ihnen schnell, eine Probe herzustellen, die 900-mal so stark wie Uran strahlte. Am 20. Dezember erhielt das neue Element im Laborbuch der Curies den Namen Radium. Diesmal ergab die von Eugène-Anatole Demarçay an der Probe vorgenommene spektroskopische Untersuchung eine Spektrallinie, die sich keinem bisher bekannten Element zuordnen ließ. Am 26. Dezember 1898 war es erneut Becquerel, der vor der Akademie von den Forschungsergebnissen der Curies berichtete.

#### Nobelpreis für Physik

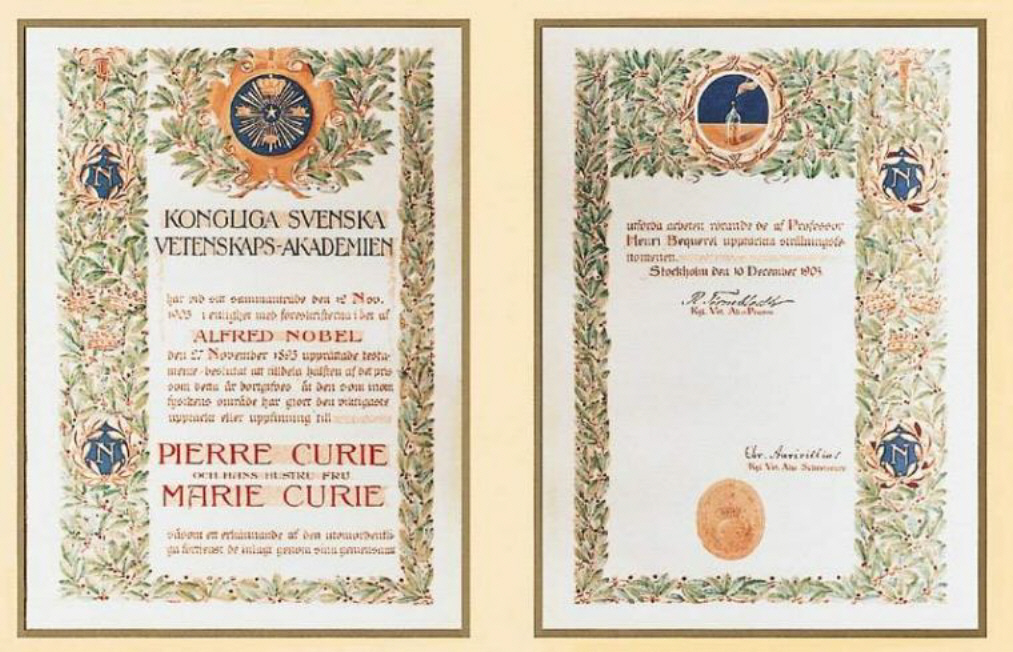
Urkunde des Physiknobelpreises von 1903

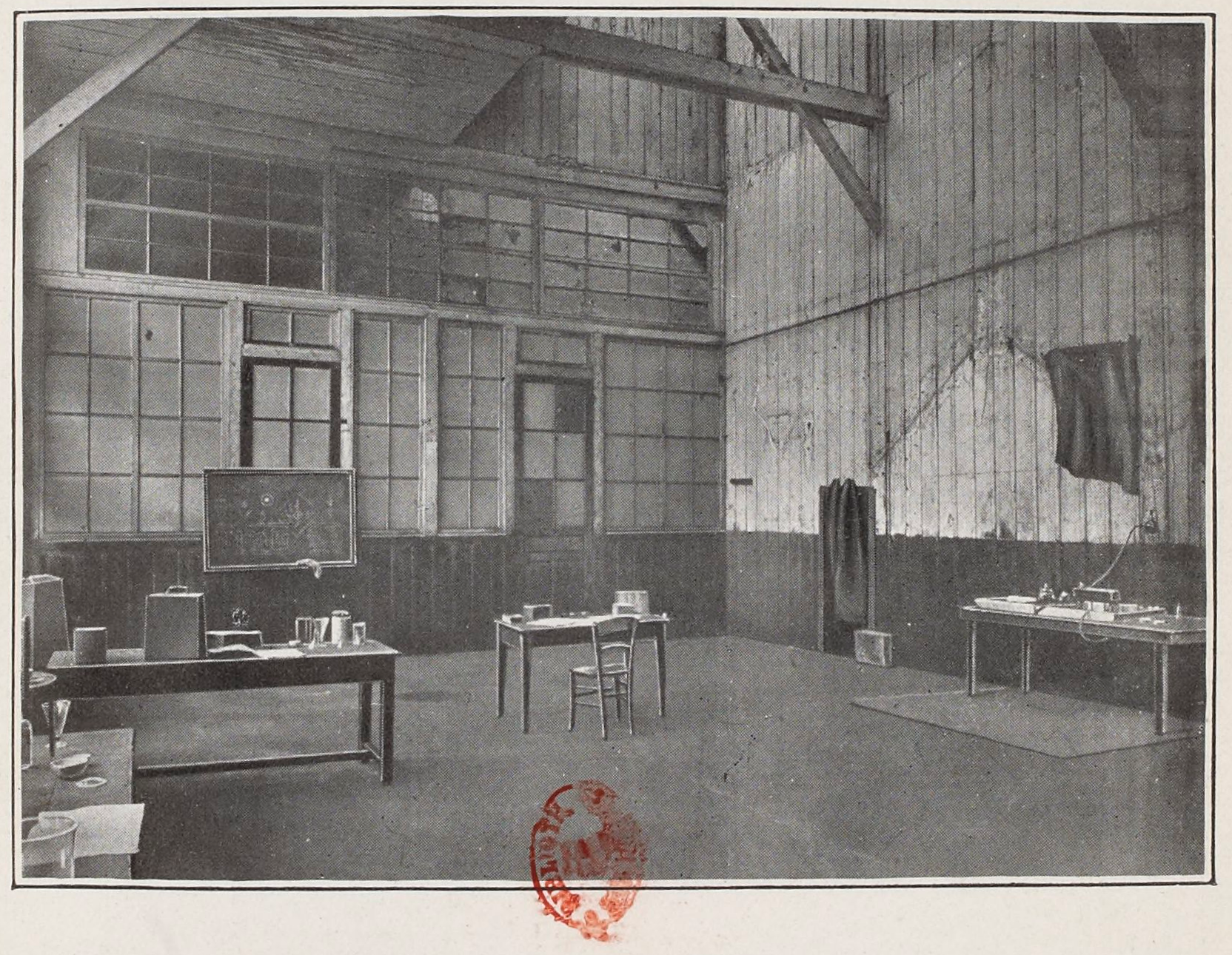
In diesem Schuppen isolierte Marie Curie das Radium.

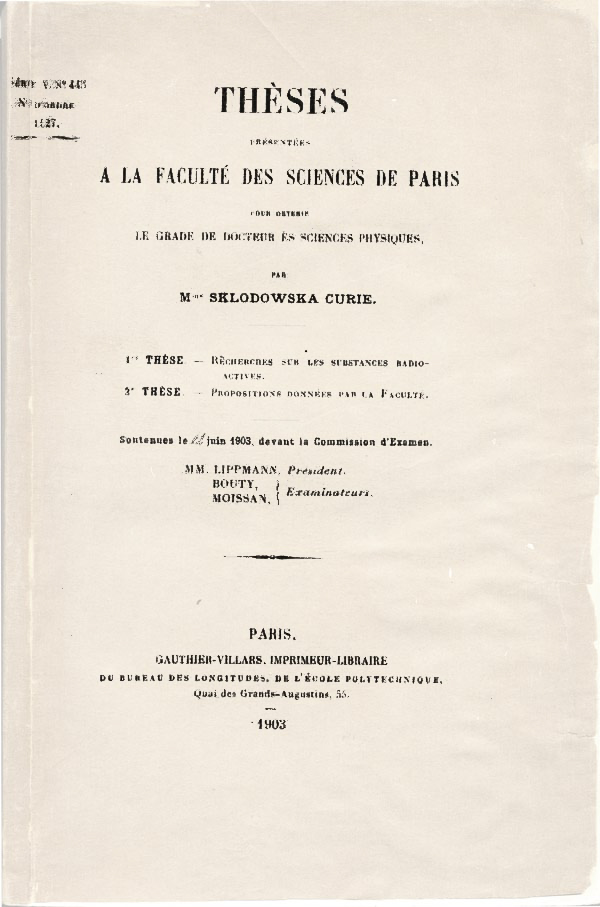
Titelblatt von Marie Curies Doktorarbeit

Anfang 1899 verlagerte das Forscherpaar seine Arbeitsschwerpunkte. Gemeinsam mit Georges Sagnac und André-Louis Debierne beschäftigte sich Pierre Curie mit den physikalischen Wirkungen der Radioaktivität. Marie Curie konzentrierte sich vollständig auf die chemische Isolierung des Radiums. Dafür benötigte sie große Mengen Pechblende. Durch die Vermittlung von Eduard Suess, dem amtierenden Präsidenten der Akademie der Wissenschaften in Wien, erhielt sie eine Tonne Pechblendenabfälle aus Sankt Joachimsthal, für die sie nur die Transportkosten übernehmen musste. Von der EPCI bekam sie die Erlaubnis, einen zugigen Schuppen, der vorher als Sezierraum diente, für ihre langwierige und physisch anstrengende Arbeit zu benutzen.
Im März 1900 zogen Marie und Pierre Curie in eine Wohnung am Boulevard Kellermann. Im selben Jahr wurde Marie als erste Frau an die École normale supérieure de jeunes filles (ENSJF) in Sèvres berufen, die als Frankreichs renommierteste Ausbildungsstätte für zukünftige Lehrerinnen galt, um dort Physik zu lehren. Auf einem Physikerkongress anlässlich der Pariser Weltausstellung stellten die Curies ihre Forschungsergebnisse über Radioaktivität zahlreichen ausländischen Physikern vor und verfassten aus diesem Anlass ihre bis dahin umfangreichste Abhandlung mit dem Titel Die neuen radioaktiven Substanzen und die von ihnen emittierten Strahlen.
Die Académie des sciences unterstützte Marie Curies Arbeit finanziell. Noch zweimal, 1900 und 1902, wurde ihr der Prix Gegner verliehen. 1903 erhielt sie den mit 10.000 Francs dotierten Prix La Caze. Die Fortsetzung ihrer Radiumforschung sicherte die Akademie im März 1902 mit einem Kredit über 20.000 Francs. Im Juli 1902 hatte Marie Curie ein Dezigramm Radiumchlorid gewonnen und konnte damit die Atommasse des Radiums sehr genau bestimmen.
Sie wandte sich anschließend ihrer Dissertation mit dem Titel Recherches sur les substances radioactives (deutsch: Untersuchungen über die radioaktiven Substanzen) zu. Die von Dekan Paul Appell am 11. Mai 1903 zugelassene Doktorarbeit verteidigte sie am 25. Juni vor Gabriel Lippmann, Henri Moissan und Edmond Bouty. Die Dissertation wurde innerhalb eines Jahres in fünf Sprachen übersetzt und 17-mal abgedruckt, darunter in den von William Crookes herausgegebenen Chemical News und den Annales de physique et chimie.
Anfang 1903 traten bei Marie und Pierre Curie erste gesundheitliche Probleme auf, die sie jedoch auf Überarbeitung zurückführten. Marie Curie hatte im August 1903 eine Fehlgeburt, die sie gesundheitlich weiter schwächte. Als die Royal Society dem Ehepaar am 5. November 1903 die Davy-Medaille zusprach, die jährlich für die wichtigste Entdeckung auf dem Gebiet der Chemie vergeben wird, musste Pierre Curie allein nach London reisen, um den Preis entgegenzunehmen.
Mitte November erhielten die Curies einen Brief von der Schwedischen Akademie der Wissenschaften, in dem ihnen mitgeteilt wurde, dass sie „in Anerkennung der außerordentlichen Leistungen, die sie sich durch ihre gemeinsame Forschung über die von Professor Henri Becquerel entdeckten Strahlungsphänomene erworben haben“ gemeinsam mit Henri Becquerel den Nobelpreis für Physik erhalten sollten. Die Einladung zum offiziellen Festakt im Dezember 1903 nahmen sie unter Hinweis auf ihre Unterrichtsverpflichtungen und Maries schlechte Gesundheit nicht wahr. Die Reise nach Stockholm, während der Pierre Curie einen Nobel-Vortrag über radioaktive Substanzen und speziell Radium hielt, traten sie erst im Juni 1905 an.

#### Professorin an der Sorbonne
Nach der Zuerkennung des Nobelpreises gerieten Marie und Pierre Curie in die Schlagzeilen der französischen Presse. So schrieb beispielsweise Les Dimanches: „Der Fall von Monsieur und Madame Curie, die auf dem Gebiet der Wissenschaft zusammenarbeiten, ist gewiss nicht das Übliche. Eine Idylle im Physiklabor, das hat die Welt noch nicht gesehen.“ () Marie Curies Rolle bei der Erforschung des Radiums wurde wechselweise unterschätzt oder übertrieben und ihre polnische Herkunft gern übersehen. Durch das Eindringen der Reporter in ihre Privatsphäre fühlten sich die Curies mehr und mehr bedrängt.
Am 1. Oktober 1904 trat Pierre Curie seine Professur an dem eigens für ihn geschaffenen Lehrstuhl für allgemeine Physik an der Sorbonne an, und Marie Curie wurde die Leitung der wissenschaftlichen Arbeiten (chef des travaux) des Laboratoriums übertragen.
Anfang Dezember 1904 wurde ihre zweite Tochter Ève geboren.
Am 19. April 1906 geriet Pierre Curie unter die Räder eines Lastfuhrwerkes und starb noch am Unfallort. Marie Curie traf der Verlust schwer, hatte sie doch sowohl ihren geliebten Lebenspartner als auch ihren wissenschaftlichen Mitstreiter verloren. In den folgenden Jahren, in denen sie an Depressionen litt, waren Pierres Vater Eugène Curie und sein Bruder Jacques Curie ihr und ihren Kindern eine große Unterstützung. Im Frühjahr 1907 zog sie in die Rue Chemin de fer in Sceaux, um näher an Pierres Grab zu sein. Nach seinem Tod nahm sie (teilweise) wieder ihren Mädchennamen an.
Die naturwissenschaftliche Fakultät der Universität musste entscheiden, wer Pierre Curies Lehrstuhl übernehmen sollte. Da Marie Curie die geeignetste Kandidatin war, um seine Vorlesungen fortzusetzen, schlug eine Kommission am 3. Mai vor, ihr die Kursverantwortung (chargé de cours) und die Leitung des Laboratoriums zu übertragen, den Lehrstuhl jedoch unbesetzt zu lassen. Marie Curie gab ihre Lehrtätigkeit an der Mädchenschule in Sèvres auf und hielt unter großer öffentlicher Aufmerksamkeit am 5. November 1906 ihre erste Vorlesung. Sie war die erste Frau, die an der Sorbonne lehrte. Die ordentliche Professur für Physik wurde ihr erst zwei Jahre später übertragen, am 16. November 1908.

#### Der internationale Radiumstandard
Über die Schaffung eines internationalen Radiumstandards verständigten sich Marie Curie und Ernest Rutherford erstmals im Frühjahr 1910. Insbesondere der vermehrte Einsatz des Radiums in der Medizin erforderte genaue und vergleichbare Messwerte. Auf dem im Herbst in Brüssel tagenden Kongress für Radiologie und Elektrizität wurde die zehnköpfige Internationale Radium-Standard-Kommission gebildet, der neben Ernest Rutherford, Otto Hahn und Frederick Soddy auch Marie Curie angehörte. Die Kommission legte fest, dass die Maßeinheit für die Aktivität „Curie“ genannt werden sollte, und beauftragte Marie Curie mit der Herstellung einer 20 Milligramm schweren Radiumprobe aus kristallwasserfreiem Radiumchlorid, die als Standard dienen sollte. Weitere Proben sollten am von Stefan Meyer geleiteten Wiener Radiuminstitut hergestellt werden. Der Vergleich der Proben sollte mittels aktinometrischer Messung der von den Präparaten ausgesandten Gammastrahlung erfolgen.
Im August 1911 hatte Marie Curies Labor eine 22 Milligramm schwere Probe aus Radiumchlorid fertiggestellt, die bei einem Treffen der Radiumstandard-Kommission Ende März 1912 in Paris offiziell zum internationalen Standard erklärt wurde. Gemeinsam mit André-Louis Debierne hinterlegte sie das Glasröhrchen mit dem Radium-Standard am 21. Februar 1913 beim Bureau International des Poids et Mesures in Sèvres.

### Öffentliche Wahrnehmung 1910/1911

#### Gescheiterte Aufnahme in dieAcadémie des sciences
Bei einer Abstimmung über die Besetzung eines freien Platzes in der Académie des sciences unterlag Curie im Januar 1911 knapp dem Physiker Édouard Branly. Der Platz war am 31. Oktober 1910 durch den Tod des Chemikers und Physikers Désiré Gernez (1834–1910) frei geworden. Schon bald danach spekulierte die französische Presse über eine Kandidatur Curies. Sie war bereits Mitglied der Schwedischen (1910), Tschechischen (1909) und Polnischen Akademie (1909), der Amerikanischen Philosophischen Gesellschaft (1910) und der Kaiserlichen Akademie in St. Petersburg (1908) sowie Ehrenmitglied zahlreicher weiterer wissenschaftlicher Vereinigungen. In einem umfangreichen Artikel in der Zeitung Le Temps, der am 31. Dezember 1910 erschien, setzte sich Jean Gaston Darboux, der Sekretär der Akademie, öffentlich für eine Kandidatur von Marie Curie ein.
Am 4. Januar 1911 kamen zur planmäßigen Plenarsitzung des Institut de France im Palais Mazarin doppelt so viele Mitglieder wie üblich, um unter der Leitung von Arthur Chuquet über die Kandidatur Marie Curies zu diskutieren. Nach kontroverser Diskussion erhielt ein Antrag, an den Traditionen des Institutes festzuhalten und keine weiblichen Mitglieder zuzulassen, eine Mehrheit von 85 zu 60 Stimmen. Fünf Tage nach dieser Entscheidung trat ein Komitee der Académie des sciences in einer geheimen Sitzung zusammen, um die Nominierungen für den vakanten Sitz vorzunehmen. Entgegen dem Beschluss des Institutes wurde Marie Curie an die erste Stelle der Nominierungsliste gesetzt, die am 17. Januar offiziell bekanntgegeben wurde. Ihr schärfster Konkurrent unter den sechs weiteren Nominierten war der Physiker Édouard Branly, mit dem sie 1903 gemeinsam den Prix Osiris erhalten hatte. Am 24. Januar 1911 fand die endgültige Abstimmung statt. Für die Wahl in die Akademie war die absolute Stimmenmehrheit der anwesenden 58 Mitglieder notwendig, also 30 Stimmen. Bei der ersten Abstimmung erhielt Edouard Branly 29 Stimmen, Marie Curie 28 Stimmen und Marcel Brillouin eine Stimme. Im zweiten Wahlgang entfielen 30 Stimmen auf Branly und 28 Stimmen auf Marie Curie, die damit die Wahl verloren hatte.
An der begleitenden Pressedebatte beteiligte sich das gesamte politische Spektrum der Pariser Tagesblätter. Die sozialistische Zeitung L’Humanité verspottete das Institut de France als „frauenfeindliches Institut“. Le Figaro schrieb dagegen, „man solle nicht versuchen … die Frau dem Manne gleich zu machen!“ Die schärfsten Angriffe kamen von den rechtsgerichteten Tageszeitungen Action française von Léon Daudet und L’Intransigeant.
Marie Curie bewarb sich nie wieder um einen Platz in der Akademie. Erst 51 Jahre nach ihrem vergeblichen Versuch wählte die Académie des sciences mit der Entdeckerin des Franciums, Marguerite Perey, eine Frau in ihre Reihen.

#### Die „Langevin-Affäre“

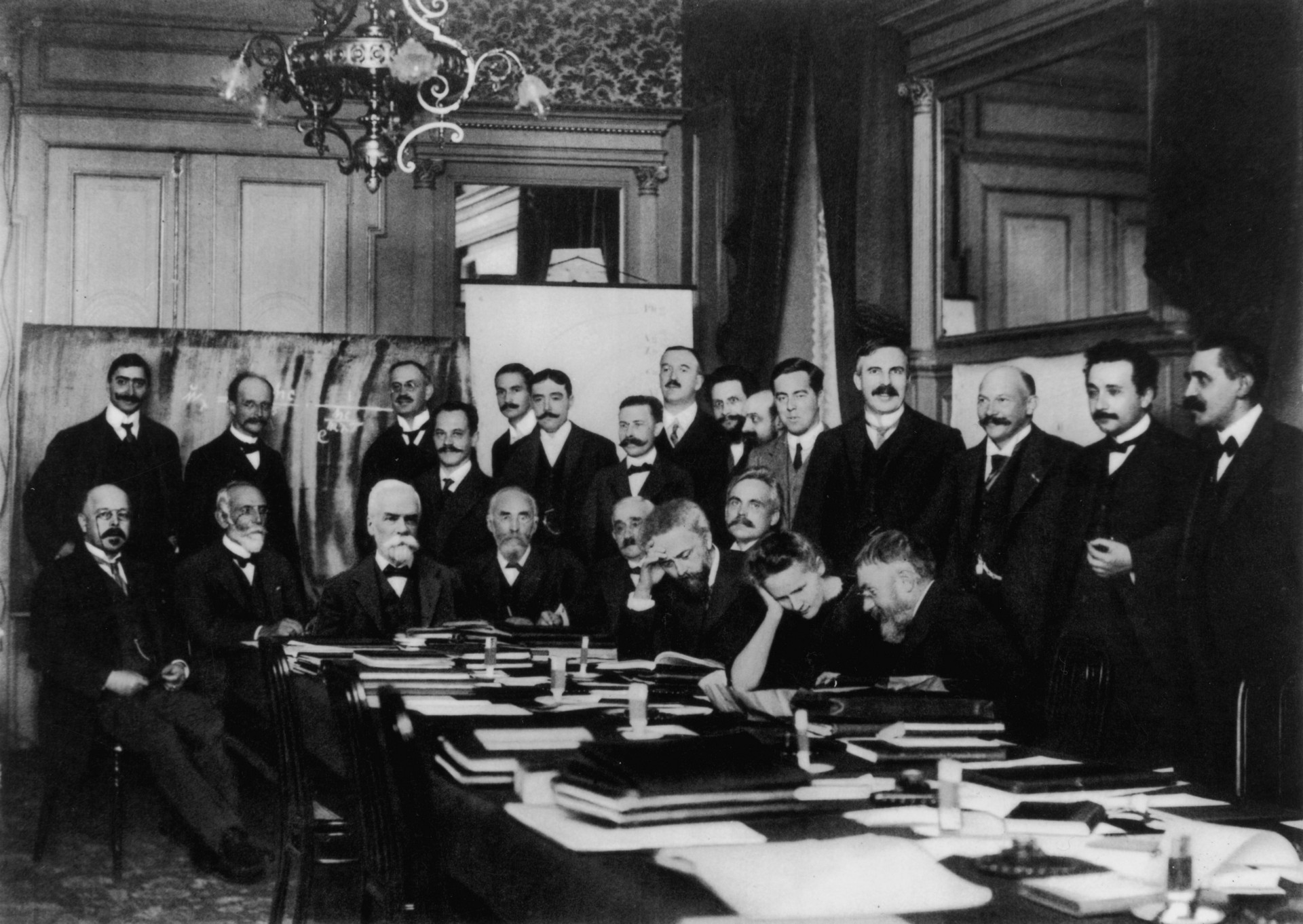
Paul Langevin (ganz rechts neben Albert Einstein stehend) und Marie Curie (in der Mitte am Tisch sitzend) während der ersten Solvay-Konferenz für Physik im Jahr 1911

Ende 1911 beschäftigte sich die französische Presse mit Curies Beziehung zu dem fünf Jahre jüngeren Paul Langevin, einem Schüler ihres 1906 verstorbenen Ehemanns Pierre. Die Familien waren miteinander befreundet und verbrachten gelegentlich den Sommerurlaub miteinander. Wohl spätestens seit Mitte Juli 1910 hatten Marie Curie und Paul Langevin eine Liebesbeziehung. Sie trafen sich in einer gemeinsam angemieteten Wohnung, in der sie auch ihren Briefwechsel aufbewahrten. Langevins Frau wurde bald auf die Vertrautheit der beiden aufmerksam und drohte Marie Curie mit Mord. Um Ostern 1911 wurden die Briefe, die sich Marie Curie und Paul Langevin geschrieben hatten, aus ihrer gemeinsamen Wohnung entwendet. Im August 1911 reichte Langevins Frau die Scheidung ein und verklagte ihren Ehemann wegen „Verkehrs mit einer Konkubine in der ehelichen Wohnung“. Um für die öffentliche Gerichtsverhandlung und die drohende Veröffentlichung der Briefe gewappnet zu sein, versicherte sich Marie Curie der Hilfe des Anwalts Alexandre Millerand, der in den 1920er Jahren französischer Staatspräsident wurde.
Einen Tag nach dem Ende der ersten Solvay-Konferenz, die vom 30. Oktober bis zum 3. November 1911 stattfand und an der Curie als einzige Frau teilnahm, veröffentlichte Fernand Hauser (1869–1941) in der Zeitschrift Le Journal einen Artikel mit der Schlagzeile „Eine Liebesgeschichte. Madame Curie und Professor Langevin“. Die Zeitung Le Petit Journal folgte am darauf folgenden Tag mit der gleichen Geschichte und drohte am 6. November mit der Veröffentlichung von Liebesbriefen. Vier Tage nach den ersten Vorwürfen veröffentlichte Le Temps eine Gegendarstellung Curies, in der sie die Anschuldigungen energisch bestritt. Linke Zeitschriften und Zeitungen wie Gil Blas oder L’Humanité verteidigten Curie, während die gemäßigte Presse schwieg. Wissenschaftler wie Perrin, Poincaré, Borel, Einstein und Pierres Bruder Jacques unterstützten sie.
Ab dem 18. November 1911 griff Maurice Pujo (1872–1955), Mitgründer der Zeitschrift L’Action française, in einer Artikelserie mit dem Titel Pour une mère (deutsch: Für eine Mutter) Marie Curie fast täglich an. L’Action française und L’Intransigeant drohten mit einer Veröffentlichung ihres Briefwechsels mit Paul Langevin. Fünf Tage später veröffentlichte Gustave Téry in L’Œuvre einen zehnseitigen Auszug aus der Korrespondenz vom Sommer 1910. Téry bezeichnete sie als „eine Fremde, eine Intellektuelle, eine Emanze“ und als eine Ausländerin, die ein französisches Heim zerstöre. In der Folge kam es zu fünf Duellen, darunter am 26. November eines zwischen Paul Langevin und Gustave Téry. Bei diesem Pistolenduell erfolgte jedoch kein Schusswechsel.
Die Anfeindungen erreichten ihren Höhepunkt, als die Zeitung L’Œuvre Marie Curies zweiten Vornamen Salomea „entdeckte“ und in ihrer Ausgabe vom 20. Dezember 1911 fragte: „Ist Madame Curie Jüdin?“ und behauptete: „Ihr Vater ist in der Tat ein konvertierter Jude“. Nachdem sich Paul Langevin und seine Frau außergerichtlich geeinigt hatten, ebbten die Angriffe schließlich ab. Die während der „Langevin-Affäre“ erhobenen Vorwürfe und der damit verbundene „Makel“ begleiteten Marie Curie für den Rest ihres Lebens.

### Nobelpreis für Chemie und weitere Forschungen

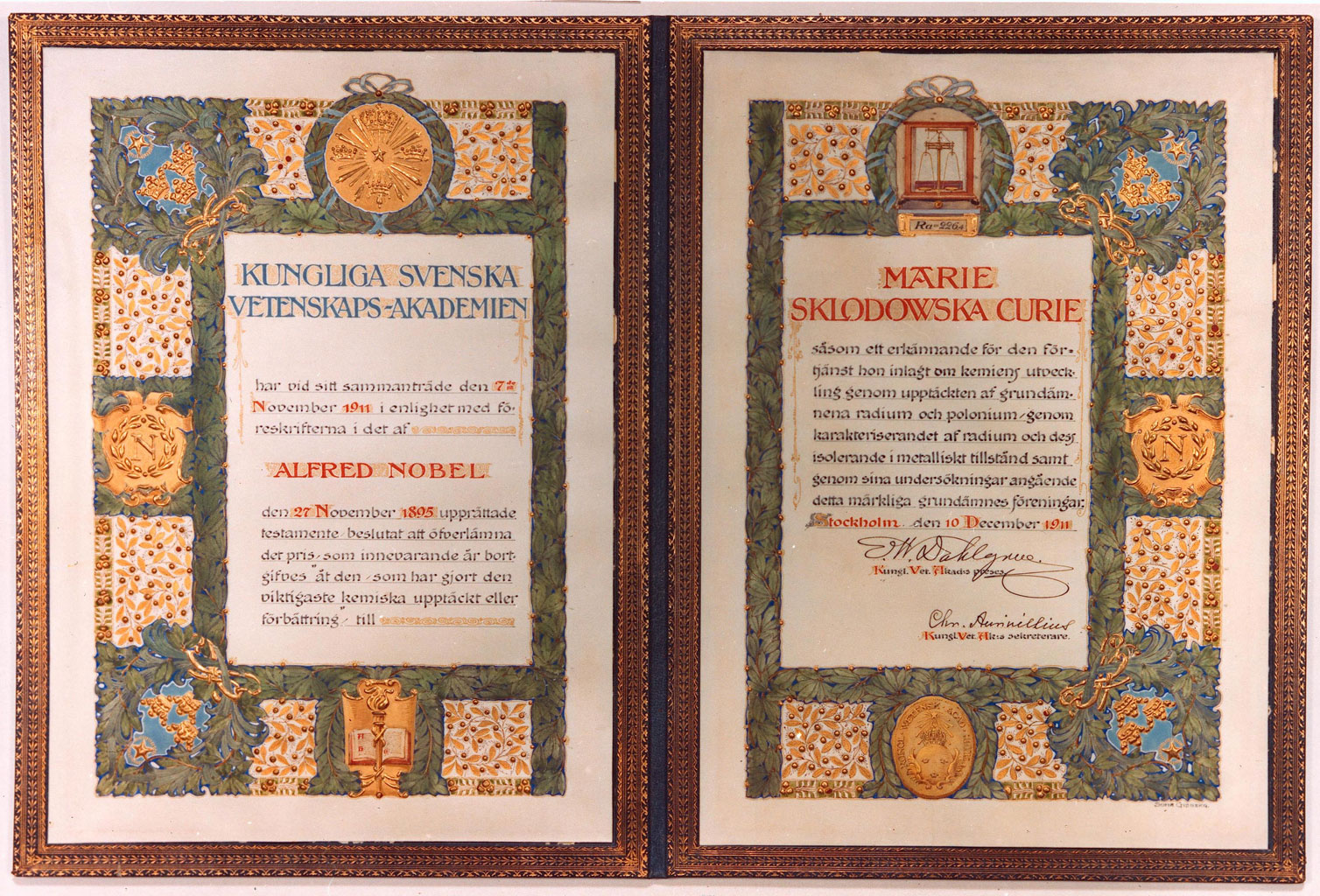
Urkunde des Chemienobelpreises von 1911

Als die Veröffentlichungen über die „Langevin-Affäre“ in der französischen Presse begannen, wurde in Stockholm über die Vergabe des Nobelpreises für Chemie beraten. Das über die Berichte besorgte Nobelkomitee beauftragte August Gyldenstolpe (1849–1928), den Botschafter Schwedens in Frankreich, Curie und Langevin zu den Vorwürfen zu befragen. Mit der Entscheidung der Akademie vom 7. November 1911, Marie Curie den Chemiepreis zuzuerkennen, die ihr Christopher Aurivillius, der damalige Ständige Sekretär der Schwedischen Akademie der Wissenschaften telegraphisch mitteilte, wurde erstmals einer Person zum zweiten Mal ein Nobelpreis zuerkannt.
Die französischen Medien berichteten allerdings nur spärlich über diese Auszeichnung. Die anschließende Veröffentlichung des Briefwechsels und das Duell Langevins versetzte die Schwedische Akademie der Wissenschaften in Unruhe: Das Akademiemitglied Svante Arrhenius, Chemie-Nobelpreisträger von 1903, schrieb ihr einen Brief, in dem er versuchte, sie von einer Reise zur Preisverleihung abzubringen, was sie allerdings bestimmt zurückwies. Allen Widerständen zum Trotz reiste Marie Curie gemeinsam mit ihrer Schwester Bronia und ihrer Tochter Irène zur Nobelpreis-Zeremonie nach Stockholm, wo sie am 10. Dezember den Nobelpreis für Chemie „in Anerkennung ihrer Verdienste um den Fortschritt der Chemie durch die Entdeckung der Elemente Radium und Polonium, durch Isolierung des Radiums und die Untersuchung der Natur und der Verbindungen dieses bemerkenswerten Elementes“ entgegennahm. Besonders hervorgehoben wurde die ihr gemeinsam mit André-Louis Debierne gelungene Herstellung von metallischem Radium. Am darauffolgenden Tag hielt sie ihre Nobelvorlesung.
Nach der Rückkehr aus Stockholm verschlechterte sich Marie Curies Gesundheitszustand. Sie litt an einer Nierenbeckenentzündung, die operativ behandelt werden musste. Sie zog von ihrem Haus in Sceaux, wo sie von Nachbarn beschimpft wurde, in den vierten Stock eines Apartmenthauses am Quai de Béthune auf der Île Saint-Louis um. 1912 und 1913 reiste sie meist unter falschem Namen und bat Freunde und Verwandte, keine Auskunft über ihren Aufenthaltsort zu geben. Im Juli 1912 hielt sie sich in England bei Hertha Marks Ayrton, der Frau von William Edward Ayrton, auf, die sich vergeblich um eine Aufnahme in die Royal Society bemüht hatte und die ihr eine wichtige Freundin wurde. Elf Jahre lang veröffentlichte sie ihre Artikel nicht mehr in den Comptes rendus, dem Publikationsorgan der Akademie der Wissenschaften, sondern bevorzugte stattdessen Zeitschriften wie Le Radium und das Journal de physique.
Im Verlauf des Jahres 1913 besserte sich ihr Gesundheitszustand, und sie konnte gemeinsam mit Heike Kamerlingh Onnes die Eigenschaften der Radiumstrahlung bei tiefen Temperaturen untersuchen. Im März 1913 erhielt sie Besuch von Albert Einstein, mit dem sie einen Sommerausflug in das Schweizer Engadin unternahm. Im Oktober nahm sie an der zweiten Solvay-Konferenz teil, und im November reiste sie nach Warschau, um das zu ihren Ehren erbaute Radium-Institut einzuweihen.

### Radiologin im Ersten Weltkrieg

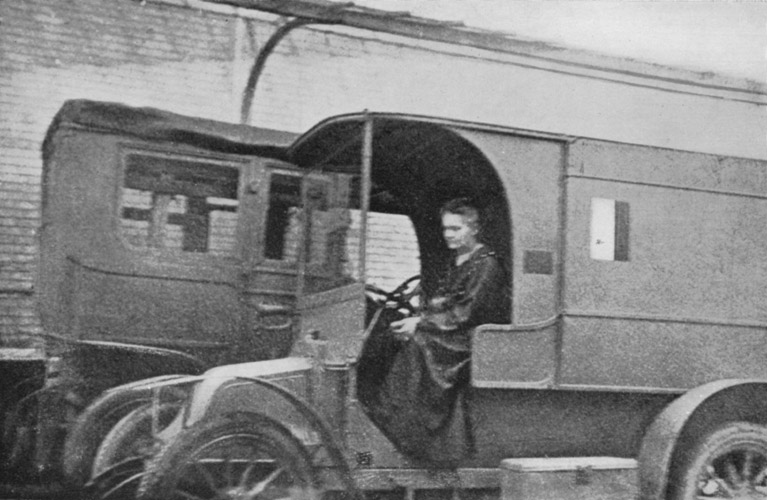
Marie Curie am Steuer eines Röntgenwagens

Bereits in der zweiten Kriegswoche des Ersten Weltkrieges fand Marie Curie in der Radiologie ein neues Betätigungsfeld. Vom Radiologen Henri Béclère, einem Cousin von Antoine Béclère (1856–1939), erlernte sie die Grundlagen der Strahlenbehandlung und vermittelte das Wissen umgehend an Freiwillige weiter.
In den Krankenhäusern, in denen sie arbeitete, herrschte ein akuter Mangel an Personal sowie an geeigneten Röntgenapparaten, und es gab nur eine unzureichende Stromversorgung. Diese Umstände brachten sie auf die Idee, eine mobile Röntgeneinrichtung zu schaffen, mit der verwundete Soldaten in unmittelbarer Nähe der Front untersucht werden könnten. Mit der Unterstützung der Französischen Frauenunion gelang es Marie Curie, einen ersten Röntgenwagen auszustatten. Für einen Einsatz an der Front benötigte sie die Genehmigung des Militärgesundheitsdienstes Service de Santé. Dort fand sich jedoch niemand, der bereit war, ihren Antrag zu bearbeiten, bis er schließlich an den Kriegsminister Alexandre Millerand gelangte, ihren ehemaligen Anwalt in der „Langevin-Affäre“. Er leitete ihren Antrag an General Joseph Joffre weiter, den Kommandierenden an der Front, der Marie Curies Antrag schließlich genehmigte. In Begleitung ihrer Tochter Irène und eines Mechanikers fuhr sie am 1. November 1914 zum ersten Mal mit ihrem Röntgenwagen zu einem Lazarett der Zweiten Armee in Creil, das sich 30 Kilometer hinter der Frontlinie befand. Während des Krieges rüstete Marie Curie insgesamt 20 radiologische Fahrzeuge aus. Im Juli 1916 machte sie den Führerschein, um die Fahrzeuge selbst steuern zu können.
Mit Hilfe privater Spenden und der Unterstützung des Komitees Le Patronage National des Blessés entstanden unter Mitwirkung Marie Curies etwa 200 neue oder verbesserte radiologische Zentren. Gemeinsam mit ihrer achtzehnjährigen Tochter Irène gab sie ab Oktober 1916 sechswöchige Intensivkurse am neuen, nach der von den Deutschen hingerichteten britischen Krankenschwester Edith Cavell benannten Ausbildungskrankenhaus, bei denen Frauen zu Röntgentechnikerinnen (manipulatrices) ausgebildet wurden. Bis Kriegsende schlossen etwa 150 Frauen diese Kurse erfolgreich ab. Die während des Krieges mit dem Einsatz von radiologischen Methoden gemachten Erfahrungen beschrieb Marie Curie in ihrem Buch La Radiologie et la Guerre, das 1921 veröffentlicht wurde.

### Aufenthalt in Amerika

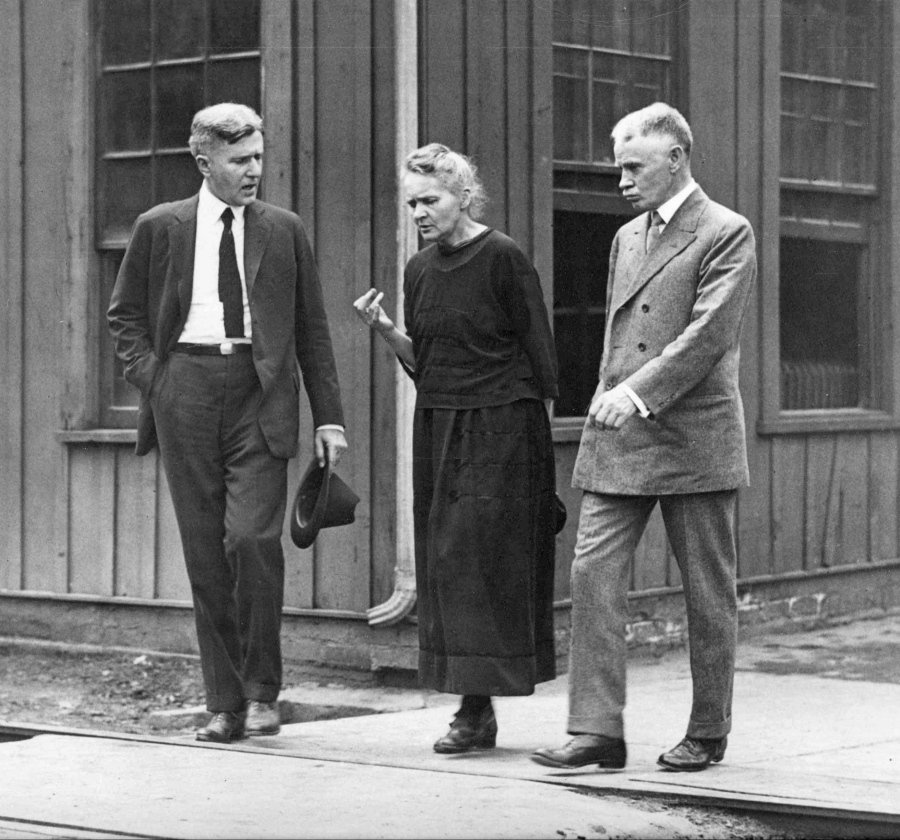
Marie Curie beim Besuch der Standard Chemical Company im Jahr 1921

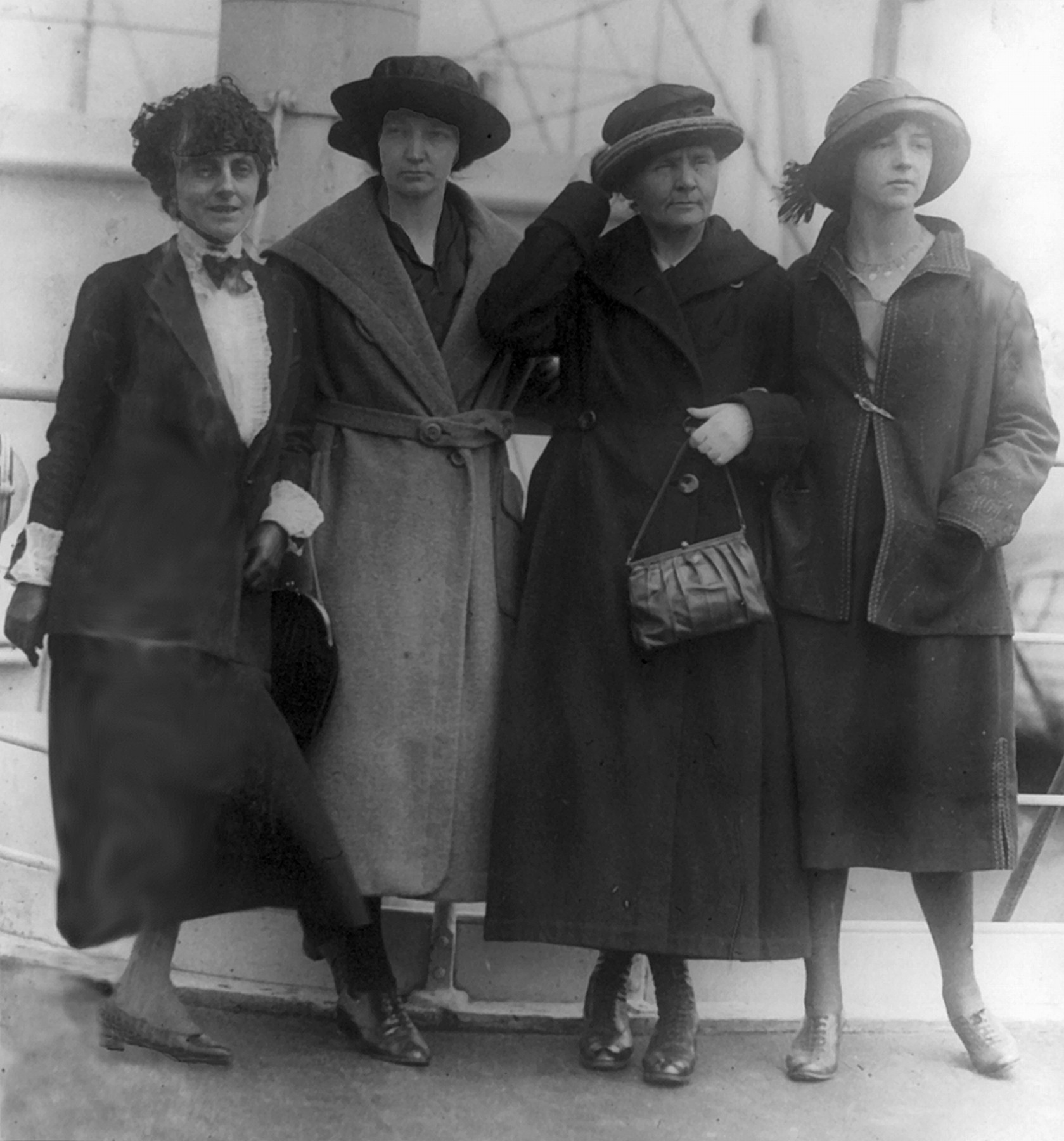
Marie Curie mit ihren Töchtern Irène und Ève sowie Marie Meloney bei ihrer Ankunft in New York City am 12. Mai 1921

Im Mai 1920 gewährte Marie Curie Marie Meloney (1878–1943), der Herausgeberin des amerikanischen Frauenmagazins The Delineator, ein Interview. Das schlichte Auftreten Marie Curies und die kärglichen Bedingungen am Institut du Radium, unter denen sie arbeitete, beeindruckten Meloney. Im Verlauf des Gesprächs erfuhr sie, dass es Curies dringlichster Wunsch war, ein Gramm Radium für die Fortsetzung ihrer Forschungsarbeiten zu erhalten. Die Vorräte des Institutes waren infolge der damit durchgeführten Therapien im Ersten Weltkrieg stark zurückgegangen und der Handelspreis für ein Gramm Radium betrug zu dieser Zeit für das Institut unerschwingliche 100.000 US-Dollar.
Nach ihrer Rückkehr gründete Meloney in den Vereinigten Staaten das Marie Curie Radium Fund Committee mit dem Ziel, 100.000 Dollar für die Beschaffung von einem Gramm Radium zu sammeln. Am 3. Mai 1921 vergab das Komitee, das bis dahin 82.000 Dollar gesammelt hatte, den Auftrag für die Herstellung des gewünschten Radiums an die Standard Chemical Company in Pittsburgh, die seit 1911 Radium in größeren Mengen produzierte. Meloney überzeugte Marie Curie von der Notwendigkeit einer längeren Amerikareise. Sie bereitete diese unter anderem mit der fast ausschließlich Marie Curie gewidmeten Ausgabe des Delineators im April 1921 vor.
Am 4. Mai 1921 ging Marie Curie gemeinsam mit ihren beiden Töchtern und in Begleitung von Marie Meloney an Bord der Olympic. Sieben Tage später traf sie in New York City ein, wo sie von einer großen Menschenmenge begrüßt wurde. Über ihre Ankunft berichtete die New York Times auf ihrer Titelseite unter der Schlagzeile Madame Curie hat vor, dem Krebs ein Ende zu bereiten. Curies Entgegnung, dass „Radium kein Heilmittel gegen jede Art von Krebs“ sei, brachte die New York Times hingegen erst auf Seite 22. Während ihres Aufenthaltes wurde ihre Rolle als Wissenschaftlerin in den Hintergrund gerückt und sie vornehmlich als „weibliche Heilende“ dargestellt. Marie Curie besuchte zunächst verschiedene Frauencolleges, die für sie im Rahmen von Meloneys Kampagne gespendet hatten. Höhepunkt war eine am 18. Mai von der American Association of University Women organisierte Veranstaltung, bei der sie vor 3500 Frauen sprach.
Nachdem ihr am 20. Mai durch Präsident Warren G. Harding im Blauen Zimmer des Weißen Hauses symbolisch das für sie gesammelte Gramm Radium übergeben worden war, begann Curie eine Rundreise durch die Vereinigten Staaten. Ihre Ziele waren das Labor von Bertram Boltwood, die Fabriken der Standard Chemical Company in Oakland und Canonsburg, aber auch die Niagarafälle und der Grand Canyon. Die zahlreichen öffentlichen Auftritte erschöpften sie, und sie ließ sich immer öfter durch ihre Töchter vertreten.
Während ihres Aufenthaltes wurden ihr neun Ehrendoktorate verliehen. Der Bereich Physik der Harvard University verweigerte ihr diese Ehrenbezeugung jedoch mit der Begründung, „sie habe seit 1906 nichts Wichtiges geleistet“. Vor ihrer Rückreise am 25. Juni an Bord der R.M.S. Olympic entschuldigte sich Curie für ihre gesundheitliche Schwäche: „Meine Arbeit mit dem Radium … vor allem während des Krieges hat meine Gesundheit so sehr geschädigt, dass es mir nicht möglich ist, alle Laboratorien und Colleges zu sehen, für die ich ein tiefes Interesse hege.“
Im Oktober 1929 reiste Marie Curie ein zweites Mal nach Amerika. Während dieses zweiten Aufenthalts überreichte Präsident Herbert C. Hoover ihr einen Scheck über 50.000 Dollar, der für den Ankauf von Radium für das Radium-Institut in Warschau gedacht war.

### Wirken für den Völkerbund
Auf Empfehlung des Präsidenten des Völkerbundrates Léon Bourgeois forderte die Versammlung des Völkerbundes den Rat am 21. September 1921 auf, eine Kommission zu ernennen, die die Zusammenarbeit fördern sollte. Die Bildung der Internationalen Kommission für geistige Zusammenarbeit wurde am 14. Januar 1922 vom Völkerbundsrat offiziell beschlossen. Ihr sollten zwölf vom Rat ernannte Mitglieder angehören, die aufgrund ihres wissenschaftlichen Rufes und ohne Rücksicht auf die Staatszugehörigkeit gewählt wurden. Unter den aus einer Liste von 60 Kandidaten ausgewählten Wissenschaftlern, deren Nominierung am 15. Mai 1922 bekanntgegeben wurde, befand sich auch Marie Curie.
Während ihrer zwölfjährigen Tätigkeit für die Kommission – eine Zeit lang war sie deren Vizepräsidentin – setzte sie sich für die Gründung einer internationalen Bibliografie wissenschaftlicher Publikationen ein, bemühte sich um die Ausarbeitung von Richtlinien für eine länderübergreifende Vergabe von Forschungsstipendien und versuchte einen einheitlichen Urheberschutz für Wissenschaftler und deren Erfindungen zu etablieren.

### Das Radium-Institut Paris
Die Gründung des Institut du Radium in der Rue des Nourrices (der späteren Rue Curie) ging auf eine Idee von Émile Roux, dem Leiter des Institut Pasteur, im Jahr 1909 zurück. Gemeinsam mit dem Vizerektor der Universität, Louis Liard (1846–1917), erarbeitete er einen Plan für zwei separate Laboratorien. Eines sollte die Physik und Chemie radioaktiver Elemente erforschen und von Marie Curie geleitet werden, das andere hatte die Aufgabe, unter der Leitung von Claude Regaud (1870–1940) die medizinischen Anwendungsmöglichkeiten der Radioaktivität zu studieren. Die Bauarbeiten nach den Plänen des Architekten Henri-Paul Nénot begannen 1912.
Im Jahr 1914 wurde Marie Curie zur Leiterin des Radium-Instituts ernannt. Beim Ausbruch des Ersten Weltkriegs blieb sie in Paris, um über den Radiumvorrat des Institutes zu wachen. Das im Auftrag der französischen Regierung aus Sicherheitserwägungen am 3. September 1914 nach Bordeaux in Bleibehältern ausgelagerte Radium kehrte 1915 an das Institut zurück. In diesem Jahr vollzog Marie Curie schrittweise den Umzug aus ihrem alten Laboratorium in das neue Gebäude.
1916 wurde auf ihren Vorschlag hin am Institut die Abteilung Emanation geschaffen. Die für die „Radiumtherapie“ hergestellten Radium- und Radonampullen wurden für die Behandlung verwundeter Soldaten benutzt. Henri de Rothschild (1872–1946) gründete 1920 die Curie-Stiftung, um die wissenschaftliche und medizinische Arbeit am Institut zu unterstützen. Die Académie nationale de Médecine nahm Marie Curie am 7. Februar 1922 „in Anerkennung ihrer Verdienste bei der Entdeckung des Radiums und einer neuen Methode zur Krebsbehandlung, der Curie-Therapie“ als freies Mitglied in ihre Reihen auf.
Im Frühjahr 1919 begannen die ersten Lehrveranstaltungen am Institut. Mitarbeiter des Radium-Institutes veröffentlichten von 1919 bis 1934 insgesamt 438 wissenschaftliche Artikel, darunter 34 Dissertationen. 31 Artikel stammten von Marie Curie. Bedeutende Arbeiten stammten beispielsweise von Salomon Aminyu Rosenblum (1896–1959), der die Feinstruktur der Alphastrahlung nachwies, sowie von Irène Joliot-Curie und Frédéric Joliot-Curie, denen es erstmals gelang, ein Radionuklid künstlich herzustellen. Marie Curie förderte bewusst Frauen und aus dem Ausland stammende Studierende. 1931 waren zwölf von 37 Forschern am Institut Frauen, darunter Ellen Gleditsch, Eva Ramstedt und Marguerite Perey, die bedeutende Beiträge zur Erforschung der Radioaktivität leisteten.
Die Auszeichnung ihrer Tochter Irène mit dem Nobelpreis für Chemie, den diese 1935 gemeinsam mit ihrem Ehemann „in Anerkennung ihrer Synthese neuer radioaktiver Elemente“  erhielt, erlebte Marie Curie nicht mehr. Sie starb am 4. Juli 1934 im Alter von 66 Jahren im Sanatorium Sancellemoz bei Passy (Hochsavoyen) an einer „aplastischen perniziösen Anämie“, einer durch Schädigung des Knochenmarks verursachten Bluterkrankung, die vermutlich auf ihren langjährigen Umgang mit radioaktiven Elementen zurückzuführen ist. Dieser Auffassung war Claude Regaud, Professor am Radium-Institut Paris, der schrieb, dass man sie zu den Opfern des Radiums zählen könne.

## Würdigung und Rezeption

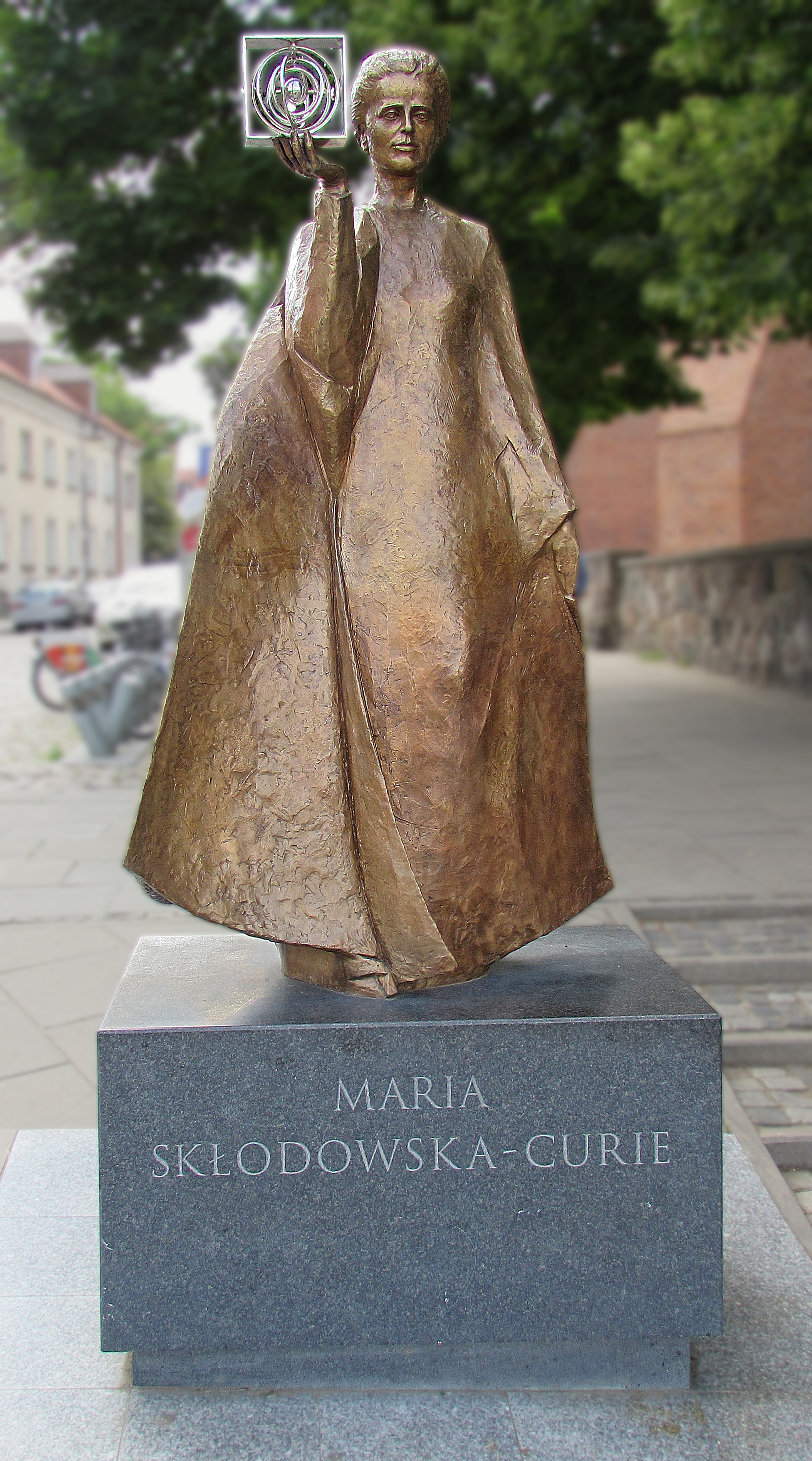
Denkmal in Warschau

Marie Curies wissenschaftliche Arbeit wurde mit zahlreichen Wissenschaftspreisen und -medaillen gewürdigt. Darunter befanden sich der Actonian Prize der Royal Institution of Great Britain (1907), der Ellen Richards Prize der American Association to Aid Scientific Research by Woman (1921), der Grand Prix du Marquis d’Argenteuil der Société d’Encouragement pour l’Industrie Nationale (1923) und der Cameron Prize der Universität Edinburgh (1931). Sie ist bislang die einzige Frau, der zwei Nobelpreise verliehen wurden. Sie war Mitglied und Ehrenmitglied einer Vielzahl von wissenschaftlichen Gesellschaften und erhielt Ehrendoktorate von Universitäten auf der ganzen Welt, deren Auflistung in Ève Curies 1937 veröffentlichten Biografie über ihre Mutter fünf Seiten umfasst. Im Jahr 1932 wurde sie zum Mitglied der Leopoldina gewählt.
Zu Ehren von Marie und Pierre Curie sind die Bezeichnungen des chemischen Elements Curium und der Einheit Curie gewählt worden, das Curie ist eine Maßeinheit für die Aktivität eines radioaktiven Stoffes. Ebenfalls nach ihr wurden 1924 und 1933 die Minerale Sklodowskit und Cuprosklodowskit sowie 1951 die in der Antarktis gelegene Curie-Insel benannt. 1961 wurde der Mondkrater Sklodowska nach ihr benannt. Die Universität Pierre und Marie Curie in Paris, die Maria-Curie-Skłodowska-Universität in Lublin und die Curie Metropolitan High School in Chicago sowie etliche Schulen, beispielsweise in Deutschland, tragen Marie Curies Namen. Unter der Bezeichnung Marie-Curie-Programm (seit 2007 Marie Curie Actions) fördert die Europäische Kommission in mehreren Forschungsausbildungs- und Mobilitätsprogrammen Nachwuchswissenschaftler.
Das Radium-Institut Paris und die Curie-Stiftung schlossen sich 1970 zum Institut Curie zusammen, das sich im Sinne Marie Curies der Forschung, Lehre und Krebsbehandlung verschrieben hat. 1973 wurde der Marskrater Sklodowska nach ihr benannt. Ein Onkologiezentrum in Warschau ist nach ihr benannt, es steht in der Tradition eines von ihr 1932 initiierten Radium-Institutes in Polen.
Im Jahr 1992 wurde das ehemalige Labor Marie Curies als Curie Museum der Öffentlichkeit zugänglich gemacht. Es dient zugleich als Archiv. In Warschau befindet sich das 1967 eröffnete Maria-Skłodowska-Curie-Museum. Die Association Curie et Joliot-Curie pflegt den Nachlass der Curie-Familie. Anlässlich des 75. Jahrestages der Gründung der Curie-Stiftung wurden 1995 die sterblichen Überreste von Marie und Pierre Curie in das Pariser Panthéon überführt. Im Jahr 2011 wurde die vormalige Most Północny in Warschau in Most Marii Skłodowskiej-Curie umbenannt.
Aufgrund ihrer Biografie wurde Marie Curie noch zu ihren Lebzeiten von der polnischen Frauenbewegung für deren Ziele vereinnahmt. Marie Curie engagierte sich jedoch nicht für diese Bewegung und setzte sich nicht für deren Ziele ein.
Marie Curies Bild in der Öffentlichkeit wurde lange Zeit maßgeblich durch die von ihrer Tochter Ève verfasste überhöhte biografische Darstellung bestimmt. Ève Curie stellte eine Frau dar, die sich ganz der Wissenschaft gewidmet hatte und der persönliche Niederlagen nichts anhaben konnten. Die Ablehnung der Aufnahme Marie Curies in die französische Akademie der Wissenschaften und die „Langevin-Affäre“ wurden beispielsweise nur beiläufig erwähnt. Die in der Französischen Nationalbibliothek aufbewahrten Tagebücher, die Marie Curie nach dem Tod ihres Mannes begonnen hatte, wurden der Forschung erst 1990 zugänglich. Susan Quinn (* 1940) konnte bei ihren siebenjährigen Recherchen für ihr Buch Marie Curie. Eine Biographie bisher unzugängliche Dokumente über die „Langevin-Affäre“ auswerten und so ein sehr differenziertes Bild der Persönlichkeit Marie Curies zeichnen.
Die Universität Hamburg zog 1985 in ihrem Begleitheft zur Ausstellung Frauen in den Naturwissenschaften das folgende Fazit:

„Marie Curie ist wegen der von ihr erhaltenen Nobelpreise in Physik (1903, gemeinsam mit Pierre Curie und Becquerel) und Chemie (1911) die wohl bekannteste Physikerin. Weniger bekannt pflegen die Schwierigkeiten zu sein, auf die sie stieß: sie wurde nicht zum Studium an der Warschauer Universität zugelassen, verdiente das Geld für ihre ersten Forschungen als
Mädchenschullehrerin, und noch 1911 (!) wurde ihr die Aufnahme in die französische Akademie der Wissenschaften verweigert. Ähnlich unbekannt scheint auch ihr Engagement beim Völkerbund zu sein: Von 1922 bis 1934 war sie Vizepräsidentin der internationalen Kommission für geistige Zusammenarbeit beim Völkerbund. Auch die Möglichkeiten einer medizinischen
Nutzung ihrer Entdeckungen interessierten sie stark.“

## Schriften (Auswahl)

### Bücher
- Recherches sur les substances radioactives. Gauthier-Villars, Paris 1903; online (deutsche Ausgabe: Untersuchungen über die radioaktiven Substanzen. Vieweg und Sohn, Braunschweig 1903, übersetzt von Walter Kaufmann; archive.org, gutenberg.org).
- Traité de Radioactivité. 2 Bände, Gauthier-Villars, Paris 1910 (deutsche Ausgabe: Die Radioaktivität. Akademische Verlagsgesellschaft, Leipzig 1911–1912, übersetzt von B. Finkelstein).
- La Radiologie et la Guerre. Félix Alcan, Paris 1921 (online).
- Pierre Curie. Ins Englische übersetzt von Charlotte und Vernon Kellogg. Macmillan Co., New York 1923 (online); französische Ausgabe (online).
- L’Isotopie et les éléments isotopes. Albert Blanchard, Paris 1924.
- Les rayons α, β, γ des corps radioactifs en relation avec la structure nucléaire. Hermann & Cie: Paris 1933 (online).
- Radioactivité. Hermann & Cie., Paris 1935 – posthum
- Irène Joliot-Curie (Hrsg.): Prace Marii Skłodowskiej-Curie. Panstwowe Wydawnictwo Naukowe, Warszawa 1954 (Werke in Polnisch und Französisch)

### Autobiografie
- The story of my life. In: The Delineator, Band 100:
  - Nr. 1, Januar 1922 S. 4–5.
  - Nr. 2, Februar 1922 S. 19–20.
  - Nr. 3, März 1922 S. 15, S. 90.
- Autobiographical Notes. In: Pierre Curie. Macmillan Co., New York 1923, S. 155–227 (online).
- Autobiografia. Panstwowe Wydawnictwo Naukowe, Warszawa 1959 (deutsche Ausgabe: Selbstbiographie. B. G. Teubner, Leipzig 1962, DNB 450852741).

### Zeitschriftenaufsätze
- Propriétés magnétiques des aciers trempés. In: Comptes rendus hebdomadaires des séances de l’Académie des sciences. Band 125, S. 1165–1168, 1897 (online).
- Propriétés magnétiques des aciers trempés. In: Bulletin de la Societe d’Encouragement pour l’Industrie Nationale. Januar 1898, 5th Series, Vol. 3, S. 36–76.
- Rayons émis par les composés de l’uranium et du thorium. In: Comptes rendus hebdomadaires des séances de l’Académie des sciences. Band 126, S. 1101–1103, 1898 (online).
- Sur une substance nouvelle radio-active, contenue dans la pechblende. In: Comptes rendus hebdomadaires des séances de l’Académie des sciences. Band 127, S. 175–178, 1898 (online) – mit Pierre (Entdeckung von Polonium).
- Sur une nouvelle substance fortement radio-active contenue dans la pechblende. In: Comptes rendus hebdomadaires des séances de l’Académie des sciences. Band 127, S. 1215–1217, 1898 (online) – mit Pierre und Gustave Bémont, vorgetragen von Henri Becquerel (Entdeckung von Radium)
- Sur la radio-activité provoquée par les rayons de Becquerel. In: Comptes rendus hebdomadaires des séances de l’Académie des sciences. Band 129, S. 714–716, 1899 (online).
- Effets chimiques produits par les rayons de Becquerel. In: Comptes rendus hebdomadaires des séances de l’Académie des sciences. Band 129, S. 823–825, 1899 (online).
- Sur la charge électrique des rayons déviables du radium. In: Comptes rendus hebdomadaires des séances de l’Académie des sciences. Band 130, S. 647–650, 1900 (online).
- Les nouvelles substances radioactives et les rayons qu’elles emettent. In: Rapports présentés au congrès International de Physique réuni à Paris en 1900 sous les auspices de La Société Française de Physique. Gauthier-Villars, Paris 1900, Band 3, S. 79–114 (online) – mit Pierre
- Sur les corps radioactifs. In: Comptes rendus hebdomadaires des séances de l’Académie des sciences. Band 134, S. 85–87, 1902 (online).
- Sur le poids atomique du radium. In: Comptes rendus hebdomadaires des séances de l’Académie des sciences. Band 135, S. 161–163, 1902 (online) – vorgetragen von Eleuthère Mascart (Atomgewicht von Radium 225 ±1).
- Sur la diminution de la radioactivité du polonium avec le temps. In: Comptes rendus hebdomadaires des séances de l’Académie des sciences. Band 142, S. 273–276, 1906 (online) – vorgetragen von Pierre Curie (Halbwertszeit von Polonium).
- Sur le poids atomique du radium. In: Comptes rendus hebdomadaires des séances de l’Académie des sciences. Band 145, S. 422–425, 1907 (online) (Atomgewicht von Radium 226,45).
- Action de la pesanteur sur le dépôt de la radioactivité induite. In: Comptes rendus hebdomadaires des séances de l’Académie des sciences. Band 145, S. 477–480, 1907 (online).
- Action de l’émanation du radium sur les solutions de sels de cuivre. In: Comptes rendus hebdomadaires des séances de l’Académie des sciences. Band 147, S. 345–349, 1908 (online) – mit Ellen Gleditsch.
- Sur le radium métallique. In: Comptes rendus hebdomadaires des séances de l’Académie des sciences. Band 151, S. 523–525, 1910 (online) – mit André-Louis Debierne (metallisches Radium).
- The radiation of radium at the temperature of liquid hydrogen. In: Proceedings of the Koninklijke Nederlandse Akademie van Wetenschappen. Band 15 II, S. 1406–1430, Amsterdam 1913 (PDF) – mit Heike Kamerlingh Onnes.
- Sur la vie moyenne de l’ionium. In: Comptes rendus hebdomadaires des séances de l’Académie des sciences. Band 190, S. 1289–1292, 1930 (online) – mit Sonia Cotelle.
- Sur une relation entre la constante de désintégration des radioéléments émettant des rayons et leur capacité de filiation. In: Comptes rendus hebdomadaires des séances de l’Académie des sciences. Band 191, S. 326–329, 1930 (online) – mit Georges Fournier.
- Sur la relation entre l’émission de rayons de long parcours et de rayons. In: Comptes rendus hebdomadaires des séances de l’Académie des sciences. Band 191, S. 1055–1058, 1930 (online).
- Spectre magnétique des rayons du dépôt actif de l’actinon. In: Comptes rendus hebdomadaires des séances de l’Académie des sciences. Band 193, S. 33–35, 1931 (online) – mit Salomon Aminyu Rosenblum (1896–1959)
- Sur la structure fine du spectre magnétique des rayons du radioactinium. In: Comptes rendus hebdomadaires des séances de l’Académie des sciences. Band 194, S. 1232–1235, 1932 (online) – mit Salomon Aminyu Rosenblum.
- Sur la structure fine du spectre magnétique des rayons du radioactinium et de ses dérivés. In: Comptes rendus hebdomadaires des séances de l’Académie des sciences. Band 196, S. 1598–1600, 1933 (online) – mit Salomon Aminyu Rosenblum.

### Briefe
- Gillette Ziegler (Hrsg.): Marie and Irène Curie, Correspondence: Choix de lettres, 1905–1934. Éditeurs français réunis, Paris 1974.
  - Korespondencja Marii Sklodowskiej-Curie z corkq Irenq: 1905–1934 wybor. Panstwowy Instytut Wydawniczy, Warschau 1978.
- Krystyna Kabzińska (Hrsg.): Korespondencja polska Marii Sklodowskiej-Curie 1881–1934. Wydawnictwa IHN PAN, Warschau 1994, ISBN 83-86062-10-X.
- Jan Piskurewicz (Hrsg.): Korespondencja Marii Skłodowskiej-Curie z uczonymi z Europy Środkowej i Wschodniej, 1904–1934. Wydawn. Uniwersytetu Marii Curie-Skłodowskiej, Lubin1998, ISBN 83-227-1241-3.
- Hélène Langevin-Joliot, Monique Bordry (Hrsg.): Lettres: Marie Curie et ses filles. Pygmalion, Paris 2011, ISBN 978-2-7564-0457-8.

## Nachweise

## Weiterführende Literatur
- Eva Hemmungs Wirtén: Making Marie Curie: Intellectual Property and Celebrity Culture in an Age of Information. Chicago University Press, Chicago 2015, ISBN 978-0-226-42250-3.
- Dava Sobel: The Elements of Marie Curie. How the Glow of Radium Lit a Path for Women in Science. Atlantic Monthly Press, New York City 2024, ISBN 978-0-8021-6382-0.